# Cẩm Mỹ
Cẩm Mỹ is een huyện in de Vietnamese provincie Đồng Nai. Het ligt in het zuidoosten van Vietnam. Het zuidoosten van Vietnam wordt ook wel Đông Nam Bộ genoemd.

## Verkeer en vervoer
Een belangrijke verkeersader is de Quốc lộ 56. Deze weg is in totaal 50 kilometer lang, waarvan ongeveer 15 kilometer in Cẩm Mỹ. Voorheen was deze weg bekend onder de naam tỉnh lộ 2. De weg verbindt Quốc lộ 1A met Bà Rịa.

## Administratieve eenheden
Cẩm Mỹ bestaat uit meerdere administratieve eenheden. Cẩm Mỹ bestaat uit dertien xã's.
- Xã Bảo Bình
- Xã Lâm San
- Xã Long Giao
- Xã Nhân Nghĩa
- Xã Sông Nhạn
- Xã Sông Ray
- Xã Thừa Đức
- Xã Xuân Bảo
- Xã Xuân Đông
- Xã Xuân Đường
- Xã Xuân Mỹ
- Xã Xuân Quế
- Xã Xuân Tây